# Îles Rice Trevor
Rice Trevor (en espagnol : Islas Rice Trevor) est un groupe d'îles et d'îlots du Chili. 

## Géographie
Il se situe dans le Sud-Ouest du Chili et est totalement rocheux. 